# Niphona obliquata
Niphona obliquata är en skalbaggsart som beskrevs av Stefan von Breuning 1938. Niphona obliquata ingår i släktet Niphona och familjen långhorningar. Inga underarter finns listade i Catalogue of Life.